# Identikit (Burning Airlines)
| Recensione | Giudizio |
| ---------- | -------- |
| AllMusic   | [ 1 ]    |

Identikit  è il secondo e ultimo album del gruppo musicale rock statunitense dei Burning Airlines, pubblicato nel 2001.

## Tracce
Tutte le canzoni scritte da J. Robbins, tranne una, "Dear Hilary", scritta da Scott Ritcher.
1. "Outside the Aviary" – 1:50
2. "Morricone Dancehall" – 2:52
3. "A Lexicon" – 3:28
4. "A Song With No Words" – 3:56
5. "All Sincerity" – 2:40
6. "The Surgeon's House" – 3:59
7. "The Deluxe War Baby" – 3:32
8. "Everything Here is New" – 3:18
9. "Paper Crowns" – 2:46
10. "Blind Trial" – 2:25
11. "Identikit" – 3:17
12. "Election-Night Special" - 2:05
13. "Tastykake" – 4:14
14. "Earthbound" – 2:09
15. "Dear Hilary" (Scott Ritcher) – 2:31